# Филатов, Владимир Львович
Владимир Львович Филатов (18 октября 1966, СССР) — советский и российский футболист и игрок в мини-футбол на позиции вратаря. Известен выступлениями за московский «Минкас». Выступал за сборную России по мини-футболу.

## Биография
Воспитанник футбольной школы московского «Локомотива». В большом футболе выступал во второй лиге за СК ЭШВСМ и коломенскую «Оку».
В 1993 году Филатов дебютировал в Высшей лиге чемпионата России по мини-футболу в составе московского «Минкаса». Он так удачно провёл сезон, что был признан лучшим вратарём чемпионата России. После этого Владимир выступал за «Минкас» до 1996 года и больше на высоком уровне не играл.
В сентябре 1995 года Филатов сыграл свой единственный матч за сборную России по мини-футболу. Он заменил Олега Денисова по ходу товарищеского матча против сборной Украины.

## Достижения
- Обладатель Кубка России по мини-футболу: 1994

Личные:
- Лучший вратарь чемпионата России 1993/94